# Oruza dorsinotata
Oruza dorsinotata är en fjärilsart som beskrevs av W. Warren 1913. Oruza dorsinotata ingår i släktet Oruza och familjen nattflyn. Inga underarter finns listade i Catalogue of Life.